# Rodrigo Cerda
Rodrigo Andrés Cerda Norambuena (Santiago, 13 de febrero de 1973) es un economista y político chileno. Entre marzo de 2018 y diciembre de 2019 se desempeñó como director de Presupuestos. Luego, desde el 26 de enero de 2021 hasta el 11 de marzo de 2022, fungió como ministro de Hacienda, ambos cargos bajo el segundo gobierno del presidente Sebastián Piñera.

## Biografía

### Familia y estudios
Proviene de una familia de clase media alta, su padre Jorge Cerda, era profesor de inglés en la Universidad de Santiago, y su madre, Ester Norambuena, profesora de Física y Química en la Universidad Metropolitana de Ciencias de la Educación. Está casado desde 1998 con Mirtha Marcela Salazar, con quien es padre de cinco hijos.
Su enseñanza básica y media la cursó en el Lycée Antoine de Saint-Exupéry de Santiago, donde fue compañero de su antecesor en Hacienda, Ignacio Briones.
Es doctor y máster en economía de la Universidad de Chicago, Estados Unidos, máster en macroeconomía aplicada e ingeniero comercial con mención en economía de la Pontificia Universidad Católica de Chile (PUC).

### Trayectoria profesional
Entre 2010 y 2014, durante el primer gobierno de Sebastián Piñera, fue coordinador general de asesores y coordinador macroeconómico del Ministerio de Hacienda.
Desde el 12 de marzo de 2014 hasta el 28 de febrero de 2018 se desempeñó como director alterno del Centro Latinoamericano de Políticas Económicas y Sociales UC (CLAPES UC).
En el mismo periodo, fue profesor adjunto del Instituto de Economía de la Universidad Católica, institución en la que ha desarrollado su vida académica. Tras finalizar su periodo como ministro de Estado en marzo de 2022, retornó a la docencia en la Facultad de Derecho de la CAPLES UC.

## Trayectoria política
En sus primeros años de vida universitaria, señalan sus cercanos, se declaraba cercano a las ideas democratacristianas. Pero con el tiempo, añaden, su pensamiento político fue cambiado. No milita en ningún partido, pero es reconocido por sus ideas afines a la centroderecha, especialmente en lo relativo a un aspecto clave para él: el libre mercado como eje de motor de crecimiento.
Ha sido miembro del Grupo de Política Monetaria (2007-2008); director de la Sociedad de Economía de Chile (2006-2007); miembro de la Comisión Presidencial “Mujer, Trabajo y Maternidad” (mayo-julio de 2010) y miembro del Comité Asesor para estudiar y proponer Adecuaciones al informe anual de gastos tributarios de la Dipres (julio de 2011-septiembre de 2012).
En febrero de 2018 fue llamado a formar parte del gabinete del segundo gobierno Sebastián Piñera, ocupando el puesto de director de Presupuestos. Renunció al organismo el 12 de diciembre de 2019.
El 29 de enero de 2020 fue nombrado por Piñera como director de Codelco, permanecería en el cargo hasta mayo de 2022. Sin embargo, el 26 de enero de 2021 fue nombrado ministro de Hacienda en reemplazo de Ignacio Briones, luego que este dejara el cargo para competir por su partido en las elecciones primarias presidenciales de Chile Vamos de junio de ese año, de cara a la elección oficial de noviembre.

## Publicaciones
Entre sus numerosas publicaciones destacan los temas de macroeconomía y política fiscal, así como pensiones y seguro de desempleo. Así mismo, en su carrera ha recibido diversas distinciones y becas, como la Bradley Dissertation Fellowship de la Universidad de Chicago; La Beca PUC (Pontificia Universidad Católica) para estudios de doctorado en el extranjero y la Beca Price-WaterHouse para estudios de pregrado en la Universidad Católica. En su entorno señalan que su principal referente es el premio Nobel de Economía Gary Becker, reconocido por ampliar el análisis microeconómico más allá de los límites del mercado, incluyendo las relaciones y el comportamiento humano.
- de Solminihac, Hernán, Gonzales, Luis E. y Cerda, Rodrigo. (2018). Copper mining productivity: Lessons from Chile, Journal of Policy Modeling, Volume 40, Issue 1, páginas 182-193.[11]
- Cerda, Rodrigo; Silva, Álvaro and Valente, José Tomás (2018). The Impact of economic uncertainty in a small open economy: the case of Chile”. Applied Economics 50 (26), 2894-2908.
- —. Inflation of tradable goods, Applied Economics Letters. N.º 14, pp. 795-798, 2007.
- —. Market Power and Primary Commodity Prices: The Case of Copper, Journal of Applied Economics Letters. N.º 14, pp. 775–778, 2007.
- —, González, Herman, Lagos y Luis Felipe. Is Fiscal Policy effective? Evidence from an Emerging Economy: Chile 1833-2000, Applied Economics Letters. Volume 13 Number 9, pp. 575-580, 2006.
- —. y Larraín, Felipe. Inversión Privada e Impuestos Corporativos: Evidencia Para Chile, Cuadernos de Economía. Latin American Journal of Economics, Vol. 42, N.º 126, pp. 257-281, 2005.
- Cerda, Rodrigo, Donoso, Álvaro y Lema, Aldo. Análisis de Tipo de Cambio Real: Chile 1986-1999, Cuadernos de Economía. Latin American Journal of Economics, Vol. 42, N.º 126, pp. 329-356, 2005.
- —, González, Herman y Lagos, Luis Felipe. Efectos Dinámicos de la Política Fiscal. Cuadernos de Economía, Latin American Journal of Economics, Vol. 42, N.º 125, pp. 63-77, 2005.
- —. y Lema, Aldo. Desalineamientos Monetarios, Desalineamientos Cambiarios e Inflación: Chile 1986-2003, El Trimestre Económico. Vol LXXII, N.º 3, pp. 287-545-579, 2005.